# Zasada Petera
Zasada Petera (ang. Peter Principle) – zasada sformułowana w 1969 roku przez Laurence’a J. Petera, odnosząca się w szczególności do organizacji typu biurokratycznego. Zgodnie z tą zasadą pracownicy awansują tak długo, aż znajdą się na poziomie, na którym nie są już kompetentni. 

## Opis
Zasada Petera brzmi: W organizacji hierarchicznej każdy awansuje aż do osiągnięcia własnego progu niekompetencji. Czasem używa się również zamiennie pojęcia progu kompetencji.
Dobry menedżer niższego szczebla może być nieudolnym menedżerem wyższego szczebla. Zgodnie z zasadą Petera menedżerowie awansują na coraz wyższe szczeble w organizacji, aż do stanowiska, które ich przerasta, i na którym pozostają do końca swojej kariery zawodowej. Logicznym następstwem tej zasady jest, że osoby zajmujące stanowiska kierownicze przez dłuższy czas, są niekompetentne.